# Bossa nova
Bossa nova (též bossanova, portugalsky nová vlna) je styl brazilské hudby konce 50. let 20. století. Vymyslela jej skupina studentů a muzikantů střední třídy žijících v pobřežních čtvrtích Copacabana a Ipanema města Rio de Janeiro. V Brazílii vešel ve známost písní Chega de Saudade (1958), kterou složili Antonio Carlos Jobim a Vinicius de Moraes a nazpíval João Gilberto.
Světově nejznámější písní žánru je The Girl from Ipanema (1962) ve verzi nazpívané Astrud Gilberto[zdroj?].
Mezi známé české bossanovy patří píseň Cukrářská Bossa nova (Jarek Nohavica, CD Koncert - 1998). Píseň Bossa nova z muzikálu Starci na chmelu má s tímto hudebním stylem společný ale jen název.